# 네드 블록

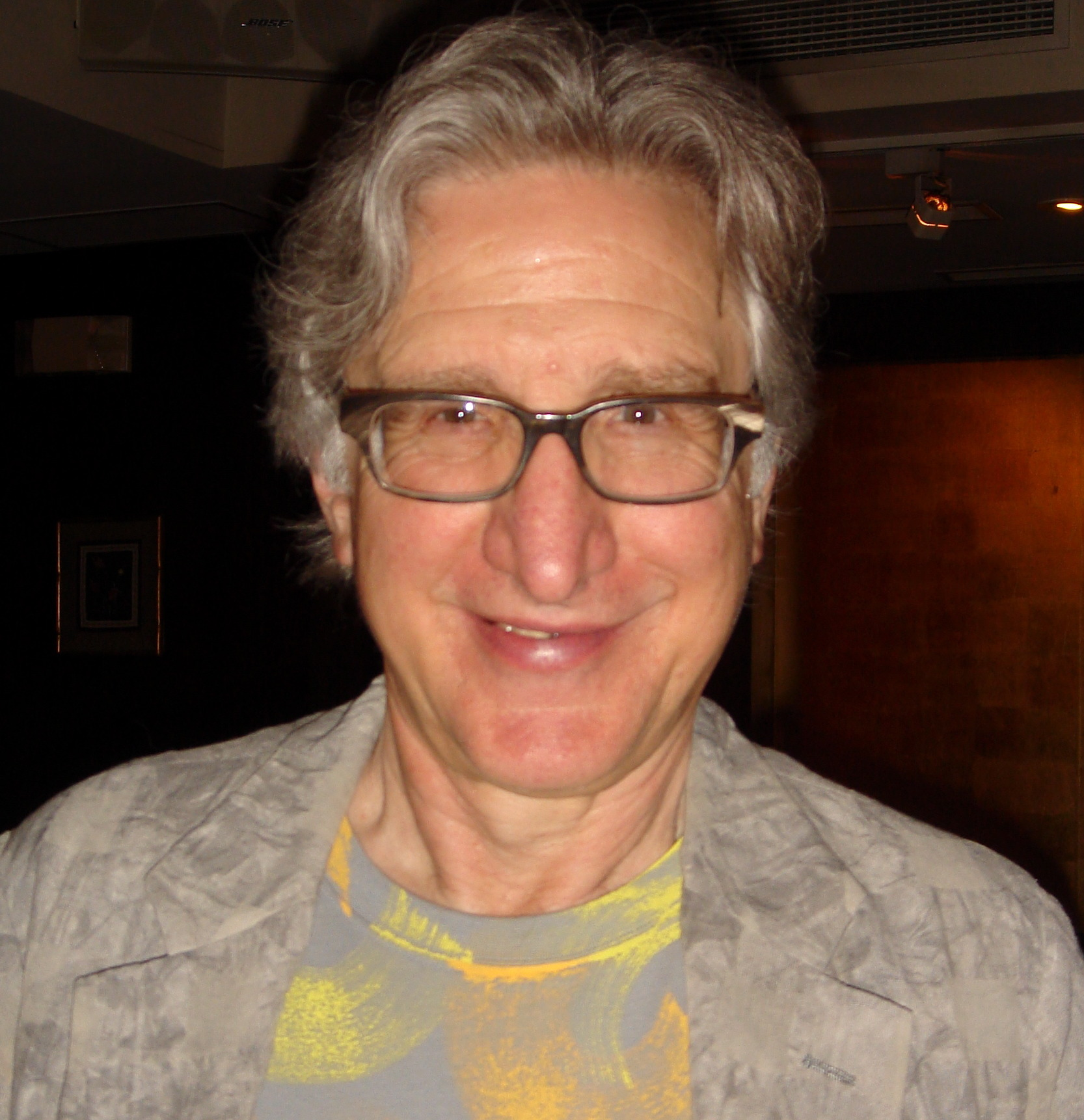

네드 조엘 블록 (Ned Joel Block, 1942년생)은 의식의 이해와 인지과학의 철학에 중요한 공헌을 한 심리철학 분야의 미국 철학자이다. 1996년부터 뉴욕대학교 철학 및 심리학 교수로 재직 중이다.
블록은 1971년 힐러리 퍼트넘의 지도 아래 하버드 대학교에서 박사 학위를 취득했다. 그는 매사추세츠 공과 대학 (MIT)에 철학 조교수(1971-1977)로 합류한 후 철학 부교수(1977-1983), 철학 교수(1983-1996), 철학 교수(1983-1996)를 역임했다. 섹션(1989–1995). 그는 1996년부터 뉴욕대학교 (NYU) 철학 및 심리학과 교수로 재직하고 있다.

블록은 2013년 Jean Nicod Prize를 수상했으며, 2012년 Harvard University에서 William James 강의, 2013년 Oxford University에서 John Locke 강의 등을 진행했다.
블록은 철학 및 심리학 학회 의 전 회장이며 2004년 미국 예술 과학 아카데미의 회원으로 선출되었다.
그는 발달 심리학자 Susan Carey와 결혼했다.
블록은 " Psychologism and Behaviorism "(1981)이라는 제목의 논문에서 지능 테스트로 Turing 테스트에 반대하는 Blockhead 주장 을 제시한 것으로 유명하다. 그는 또한 인간과 동일한 기능 상태를 가진 시스템 이 반드시 의식이 있는 것은 아니라고 주장하는 기능주의에 대한 비판으로 유명하다. :174의식에 대한 그의 최근 작업에서 그는 현상적 의식과 접근 의식을 구분했다. 그는 접근 의식과 현상 의식이 인간에서 항상 일치하지 않을 수 있다고 주장했다.

## 같이 보기
- 미국 철학